# Нікопольський південнотрубний завод
Нікопольський південнотрубний завод — одне з найбільших промислових підприємств Дніпропетровської області та України. Розташований у м. Нікополь.

## Історія
Рік заснування: 1935
17 жовтня 1947 відбудована перша черга південнотрубного заводу і введений у дію трубопрокатний стан «Великий штифель».
В 1999 «Нікопольський південнотрубний завод», що знаходився на межі банкрутства, був реструктуризований, в результаті чого завод був розділений на декілька підприємств. До комітету кредиторів «Нікопольський південнотрубний завод» входила корпорація "Науково-виробнича група «Інтерпайп» Віктора Пінчука.

## Основна продукція
- труби обсадні, катані для котлів високого тиску,
- труби тянуті загального призначення, для котлів високого тиску;
- труби катані нержавіючі;
- труби тянуті підшипникові, електрозварні;
- труби насосно-компресорні, бурильні, тонкостінні та інші;
- товари народного споживання,
- інструмент для прокатних станів

## Директори заводу
- 1935–1937— Брачко Петро Петрович
- 1937–1938— Шалахов А.
- 1939–1941— Астахов Олексій Матвійович
- 1944–1947— Майстренко Федір Михайлович
- 1947—1950 — Тихонов Микола Олександрович
- 1950—1963 — Трубченко Павло Абрамович